# BLUE EYES (漫画)
『BLUE EYES』（ブルーアイズ）は、にしまきとおるによる成人向け漫画作品。

## 概要
ヒット出版社発行の成人向け漫画雑誌『コミック セラフィン』にて1994年に連載を開始。現在は連載を中断しており、作品は未完の状態となっている。
10年以上にわたる長期連載のため掲載誌には変遷があり、『コミック セラフィン』（ヒット出版社）→『コミック ミカエル』（ヒット出版社）→『D-ANGE』（ヒット出版社）→『コミック曼天』（ジェーシー出版）→『コミックCROSS』（ジェーシー出版）の順となる。
単行本は2006年の段階でヒット出版社より第9巻まで刊行されている。ジェーシー出版『コミック曼天』掲載分の収録状況は詳細不明ながら、同社『コミックCROSS』は2006年10月の創刊であるため、同誌掲載分については単行本未収録となっている。
2016年末コミックマーケット91にて「BLUE EYES Chapter.49」として続編の同人誌を頒布。

## ストーリー
主人公・響野達也が通う学校に、幼なじみの聖園マリアが転校してきた。二人は幼なじみだったが、マリアの両親の仕事の都合で、マリアはイギリスに行ってしまい、3年間離れ離れになっていた。
3年ぶりに再会したマリアは、艶やかなブロンドと青い瞳、そしてはちきれんばかりのバストを持つまでに成長していた。再会を喜ぶ達也とマリア、そんな二人は幼い頃に秘密の約束をしていた。それは「16歳になったSEXをする」こと。その日の下校途中、マリアは「約束」を口にする。その時、雨が降り出す。マリアは達也に自宅で雨宿りをするよう促す。マリアの厚意で風呂に入っていた達也のところへ、マリアが入ってくる。あの時の「約束」を果たそうとする二人だったが、マリアの両親が帰宅したので未遂に終わる。
翌日、体調不良を起こした達也をマリアが保健室に連れて行く。ここで「約束」を果たすことを決めた達也は、マリアとSEXをする。だが、体育でバレーの試合中擦り傷を負い、治療のために保健室に来た水野リサにSEXを見られてしまう。
マリアと達也の行為を見た日の夜、リサは達也のことを考えながらオナニーをしていた。達也に抱かれたいと思う気持ちを抑えきれないリサは、次の日学校を休む。リサのルームメイトに配布物を渡すことを頼まれた達也は、リサの家を訪問する。達也に休んだ理由を聞かれたリサは、昨日の保健室での出来事を見てしまったことを話す。絶句する達也にリサは、昨日のことを秘密にする代わりに、自分を抱いてほしいと伝える。自分の豊満なボディで誘惑、そして今までの想いを伝えるリサ。リサの誘惑と一途な想いを受けた達也は、リサを抱くことを決意。リサとSEXをする。
それ以降、達也は自分の周りの女性と情事を持ち始める。

## 登場人物
響野 達也（ひびの たつや）
本作品の主人公、17歳。実家は産婦人科を経営している。
頭脳明晰、運動神経抜群。そして、絶倫の巨根を持つ。イギリス滞在時は、ネイティブ並みの英会話能力やハイレベルの格闘術を披露している。
聖園 マリア（みその マリア）
達也のガールフレンド。17歳。身長-158cm B-132cm W-56cm H-88cm。母はセシリア・クリスティ・聖園。
幼い頃、いじめっ子からいつも自分を守ってくれていた達也に深い愛情と絶大な信頼を寄せている。そのため達也が望むなら、どんな恥ずかしい行為も許してしまう。
初体験の後、屋外プレイ・母乳プレイを経験。その頃マリアはリサが達也のことを好きであることを知る。マリアとリサの関係は、しばらく微妙なものであったが（一方的なリサの嫉妬心が原因）、他の女子生徒に言い掛かりをつけられていたところをリサが助けてくれたことを機に仲良くなる。
学内テスト終了後、リサ・達也とリサの別荘に訪れる。その時、達也に媚薬を盛られる（脱法ドラッグではなく、天然のズイキから抽出した成分）。達也とのSEXで凄まじい快楽に溺れたマリアは自分の体が淫らになっていくことに戸惑いを感じる。入浴後、リサに媚薬の効果を引き出されたマリアはリサに攻められる。その光景を見た達也との激しいSEX、リサを交えた3Pによって性の深みに溺れていく。
趣味は読書とお菓子作り。得意技はパイズリ。月経の後に母乳が出る体質の持ち主。
セシリア・クリスティ・聖園（セシリア・クリスティ・みその）
達也のガールフレンド。マリアの母。34歳。身長168cm B-148cm W-60cm H-92cm。海外小説の翻訳をしている。マリア以上の巨大な乳房の持ち主。マリアの金髪、碧眼は彼女から遺伝したものである。15年以上日本で生活していること、また翻訳家という職業であることから、日本語にはとても堪能なようである。結婚以前から日本の文化に興味があったのかもしれない。セシリアの容姿は、カースティン・イムリーをベースにしている。
イギリスの首都、ロンドン近郊に住む下級貴族クリスティ家の娘。4歳年上の姉にセーラがいるが、幼い頃は、奔放な姉に対してコンプレックスを感じていた。日本人の夫とは女学校在籍時に知り合い、周囲の反対を押し切って結婚。その後、夫の母国である日本に移住。達也とはマリアの幼馴染ということもあり、子供の頃からなにかと母親のいない達也の面倒をみてあげていた。達也も女神のような美貌と豊満な肉体を持つセシリアに対して、ずっと憧れの気持ちを抱き続けていた。そういった事情で達也はセシリアのことを、親しみをこめて"ママ"と呼んでいる。
半年前から夫は海外に単身赴任中。そのことで肉体的にも精神的にも満たされぬ日々が続いていた。そんな中、セシリアは夫が現地の女性と不倫関係になっているということを知ってしまう。信じていた夫の裏切りに、彼女は大きなショックを受ける。
ある日、マリアを迎えに来た達也は、セシリアの淋しげな表情に疑問を抱く。その日の放課後、ひとり帰る達也はセシリアのことが気になり、聖園家を訪ねる。夫の浮気で、女性としての自信を無くしていたセシリアは、昼間から酒を飲み、酔っていた。その姿を見た達也は、彼女を落ち着かせると同時に、淋しげな表情の原因を尋ねる。落ち込むセシリアに達也は女性としての魅力があること、ずっと憧れていたこと、セシリアを抱きたいということ（この時は励ます意味で言っている）を伝える。達也の励ましを聞いたセシリアは、酔った勢いで達也を誘惑してしまう。そして、これまでの欲求不満を解消するかのように二人は激しく求め合った。
情事の後、シャワーを浴びて酔いを醒ましたセシリアは自分のした行為に激しい罪悪感を覚えるが、セシリアの美貌と肉体の虜になった達也は半ば強引にSEXを再開。夫婦の寝室に移りSEXをしている中、達也は自分だけのものになって欲しいとセシリアに迫る。快楽に溺れていたセシリアは罪悪感を抱きつつも、そのことを承諾した。はじめは達也との逢瀬に罪悪感を覚えていたセシリアであったが、達也の優しさと、疲れを知らない若い肉体の虜になり、心から達也を愛するようになった。今では完全に相思相愛の恋人同士のような関係で、マリアがいない時を見計らって、幾度となくSEXを重ねている。
趣味は、水泳と音楽鑑賞。得意技はフェラチオとパイズリ。彼女は夫しか男性を知らなかったため、パイズリは達也から手ほどき受けるまでは知らなかったという（夫が要求しなかったから）。また、達也の精液で若さを維持できると思っている為、膣内・口内での射精で終わることを好む。彼女もまた母乳の出る体質の持ち主。
リサの母親のナオミとは同じフィットネスジムに通う顔見知り同士であるらしい。
水野 リサ（みずの リサ）
達也のガールフレンド。17歳。身長-160cm B-110cm W-58cm H-86cm。実家は製薬会社を経営している。母は水野ナオミ、妹に水野メグがいる。
中学生の頃、レイプされそうになったところを達也に助けられる。その時の達也の態度に感激し、好意を持つ。それ以降、達也の好きなタイプに近づくためにショートの髪をロングにする。さらに牛乳を飲むことによって、張りのある巨乳を手に入れる。そして告白するも、マリアを想っていた達也に断られた。
その後も達也のことを想いつづけていたが、保健室でマリアと達也がSEXしているところを目撃。翌日、学校を休む。その時、見舞いに来た達也に想いを告白、その想いを受け取った達也は、リサとSEXをする。その後マリアに達也が好きだと言い、マリアに対し嫉妬心を抱く。微妙な関係が続いたある日、他の女子生徒に言いがかりをつけられていたマリアを助ける。マリアの優しさに触れたリサは自分の行為を悔い、仲良くなることを選ぶ。
学内テスト終了後、リサは達也とマリアを誘って自分の別荘に行く。この時達也はリサと利用して、マリアとの3Pを企てていた。達也の指図でマリアとのレズ行為をしたのだが、マリアにMっ気があることを知り、マリアを徹底的に攻める。その後マリアに達也との関係を認めさせた。
趣味はスポーツ（ラクロス部に所属）とショッピング。得意技はフェラチオ。達也との初体験以降、小悪魔的な性格も備えるようになり、達也とのSEX中に(主にフェラチオやパイズリをしている時)主導権を握り、翻弄することもしばしば。
水野 メグ（みずの メグ）
達也のガールフレンド。リサの妹で15歳。身長-154cm B-93cm W-54cm H-85cm。達也たちが在籍している高校を目指している。
中学校2年生の頃に行なわれた運動会のリレーで転倒、順位を下げてしまうが、アンカーの達也の力走によってチームは逆転で1位に。それ以来、達也に好意を持っている。
夏休み期間中、高校受験を控えるメグは達也に家庭教師をしてもらう。ある日、露出度の高い服を着て達也を誘惑、達也に胸を触らせようとするが、ギリギリでリサが部屋にやって来て失敗に終わる。その直後、メグはリサと達也のSEXを目撃。達也もメグに気付き、激しいSEXを見せつける。
その後、達也に秘めていた想いを打ち明ける。達也はその想いを受け止めるも、SEXに対して悪い印象を持ってほしくないことと、メグが緊張しているのを考慮して挿入は見送る。その日以降、フェラチオやパイズリのテクを仕込んだり、メグのカラダを開発していくことに専念する（日数は不明）。そしてメグが達也の家へ遊びに来た日、達也とのSEXを果たす。
趣味は、ぬいぐるみ集め。得意技は練習中のため、無し。達也のことを「おにいちゃん」と呼んでいる（達也は妹が欲しいと思っていたので、メグに「おにいちゃん」と呼ばれた時は、涙を流して喜んでいる）。

## 達也のSEXの特徴
膣内射精が多い。本当なら誰かが妊娠してもおかしくないのだが、著者のにしまきとおるは「達也はSEX後、女性たちにアフターセックスピルを飲ませている」と過去にWebsiteで述べている。
もう一つは、回数の多さである。これは最初から備わっていたものではなく、多くの女性との経験によって備わったものである。マリア・リサとの関係を持った頃は、両立できるか懸念を抱いていた。その後、セシリアとのSEXではフェラを含め5回戦まで行ったが、腰が抜けてしまい動けなくなっている。マリア・リサとの3Pでは5回戦以上をしてもビンビンだった。また、セーラとSEXした時は中盤まで翻弄されたものの、後半では射精をコントロールすることに成功している。

## 今後の展開
今後のBLUE EYESの展開としては、リサの母親のナオミとの絡み、クレアが父親に伴って来日するエピソード、マリア、セシリアとの親子3P、そして達也とヒロインの女の子達が地中海クルージングの最中に難破して、『LOST』のように無人島で生活するエピソードなどがあるらしい。

## 書籍情報
- にしまきとおる 『BLUE EYES』 ヒット出版社〈セラフィンコミックス〉 既刊9巻

1. 1996年4月27日発行[5]
2. 1998年6月27日発行[5]
3. 2000年4月26日発行[5]
4. 2001年6月24日発行[5]
5. 2002年6月29日発行[5]
6. 2003年7月25日発行[5]
7. 2004年8月14日発行[5]
8. 2005年9月26日発行[5]
9. 2006年3月28日発行[5]

上記の国内版商業単行本以外に、英語版も出版されている。